# Portada/efemèride gener 2
Nancy Kelly
« 1 de gener · 2 de gener · 3 de gener »